# Nuoto ai XVII Giochi paralimpici estivi - Donne 50 metri dorso
Le gare di nuoto 50 metri dorso femminili ai XVII Giochi paralimpici estivi si sono svolte tra il 31 agosto e il 7 settembre 2024 alla Paris La Défense Arena.

## Programma
Sono stati disputati 4 eventi, articolati in una serie di batterie di qualificazione in mattinata; la finale è stata disputata nel pomeriggio/sera del medesimo giorno. Ha fatto eccezione la classe S4, di cui è stata disputata direttamente la finale.
| S2 | B | F |  |  |   |   |   |   |  |  |  |  |  |  |  |   |
| S3 |   |   |  |  | B | F |   |   |  |  |  |  |  |  |  |   |
| S4 |   |   |  |  |   |   |   |   |  |  |  |  |  |  |  | F |
| S5 |   |   |  |  |   |   | B | F |  |  |  |  |  |  |  |   |

| M | mattina | P | pomeriggio/sera |

| B | Batterie | F | Finale per medaglia d'oro |

## Risultati
Tutti i tempi sono espressi in minuti e secondi.

### S2
Le gare si sono svolte il 31 agosto 2024.
| Pos. | Atleta                      | Nazione                     | Tempo   | Note |
| ---- | --------------------------- | --------------------------- | ------- | ---- |
|      | Yip Pin Xiu                 | Singapore                   | 1:05,99 |      |
|      | Haidee Viviana Perez Aceves | Messico                     | 1:08,96 |      |
|      | Teresa Perales              | Spagna                      | 1:10,95 |      |
| 4    | Angela Procida              | Italia                      | 1:10,97 |      |
| 5    | Diana Koltsova              | Atleti Paralimpici Neutrali | 1:12,00 |      |
| 6    | Fabiola Ramirez Martinez    | Messico                     | 1:12,30 |      |
| 7    | Katarina Draganov-Cordas    | Serbia                      | 1:28,80 |      |
| 8    | Zsanett Adami-Rozsa         | Ungheria                    | 1:31,54 |      |

### S3
Le gare si sono svolte il 2 settembre 2024.
| Pos. | Atleta                        | Nazione                     | Tempo   | Note |
| ---- | ----------------------------- | --------------------------- | ------- | ---- |
|      | Ellie Challis                 | Gran Bretagna               | 0:53,56 |      |
|      | Zoia Shchurova                | Atleti Paralimpici Neutrali | 0:58,36 |      |
|      | Marta Fernandez Infante       | Spagna                      | 1:00,46 |      |
| 4    | Domiziana Mecenate            | Italia                      | 1:01,11 |      |
| 5    | Edenia Nogueira Garcia        | Brasile                     | 1:02,83 |      |
| 6    | Maiara Regina Pereira Barreto | Brasile                     | 1:05,97 |      |
| 7    | Sonja Sigurdardottir          | Islanda                     | 1:07,46 |      |
| 8    | Veronika Guirenko             | Israele                     | 1:09,66 |      |

### S4
La gara si è svolta il 7 settembre 2024.
| Pos. | Atleta                     | Nazione                     | Tempo   | Note |
| ---- | -------------------------- | --------------------------- | ------- | ---- |
|      | Alexandra Stamatopoulou    | Grecia                      | 0:50,12 |      |
|      | Gina Boettcher             | Germania                    | 0:51,40 |      |
|      | Lidia Vieira da Cruz       | Brasile                     | 0:52,00 |      |
| 4    | Peng Qiuping               | Cina                        | 0:52,39 |      |
| 5    | Maryna Verbova             | Ucraina                     | 0:55,29 |      |
| 6    | Nely Edith Miranda Herrera | Messico                     | 0:55,73 |      |
| 7    | Nataliia Butkova           | Atleti Paralimpici Neutrali | 0:56,78 |      |

### S5
Le gare si sono svolte il 3 settembre 2024.
| Pos. | Atleta         | Nazione       | Tempo   | Note |
| ---- | -------------- | ------------- | ------- | ---- |
|      | Lu Dong        | Cina          | 0:37,51 |      |
|      | He Shenggao    | Cina          | 0:39,93 |      |
|      | Liu Yu         | Cina          | 0:42,37 |      |
| 4    | Sumeyye Boyaci | Turchia       | 0:43,30 |      |
| 5    | Tully Kearney  | Gran Bretagna | 0:43,40 |      |
| 6    | Angel Mae Otom | Filippine     | 0:44,00 |      |
| 7    | Sevilay Ozturk | Turchia       | 0:44,19 |      |
| 8    | Iryna Poida    | Ucraina       | 0:44,29 |      |